# الکساندراوکا، بخش زوالن
الکساندراوکا، بخش زوالن (به لاتین: Aleksandrówka, Zwoleń County) یک منطقهٔ مسکونی در لهستان است که در Gmina Policzna واقع شده‌است.